# حبيل النوبة (ردفان)

تعديل مصدري - تعديل

حبيل النوبة هي إحدى قرى عزلة الحبيلين بمديرية ردفان التابعة لمحافظة لحج، بلغ تعداد سكانها 65 نسمة حسب تعداد اليمن لعام 2004.